# Замок дьявола (фильм)
«За́мок дья́вола» (фр. Le manoir du diable) — немой французский короткометражный художественный фильм Жоржа Мельеса, один из первых в мире опытов воплощения на экране фантастических образов.
Премьера фильма состоялась 24 декабря 1896 года в парижском театре Робер-Удена.

## Сюжет
В декорациях старинного замка появляется летучая мышь, которая вдруг превращается в Мефистофеля. Мефистофель наколдовывает магический котёл. Из котла появляются мороки — призраки, скелеты, ведьмы и т. д. — которыми дьявол пугает попавшие в его власть души. Одна из душ показывает Мефистофелю сколоченный из двух деревянных палок крест, и дьявол исчезает.

## Влияние
Фильм был одной из первых попыток Мельеса использовать спецэффекты для изображения на экране фантастических событий. На этих же приёмах и по той же схеме, а также при помощи подобных спецэффектов основывались другие фильмы-ужасы (фр. film du fantastique) начала XX века.
Хотя фильм в целом выдержан в иронической комедийной интонации, историки жанрового кино пытаются представить его первой в мире кинокартиной жанра фантастики ужасов и даже фэнтези.

## В ролях
- Жорж Мельес — фокусник
- Жанна Д’альси — дама